# Stadtgliederung Roms

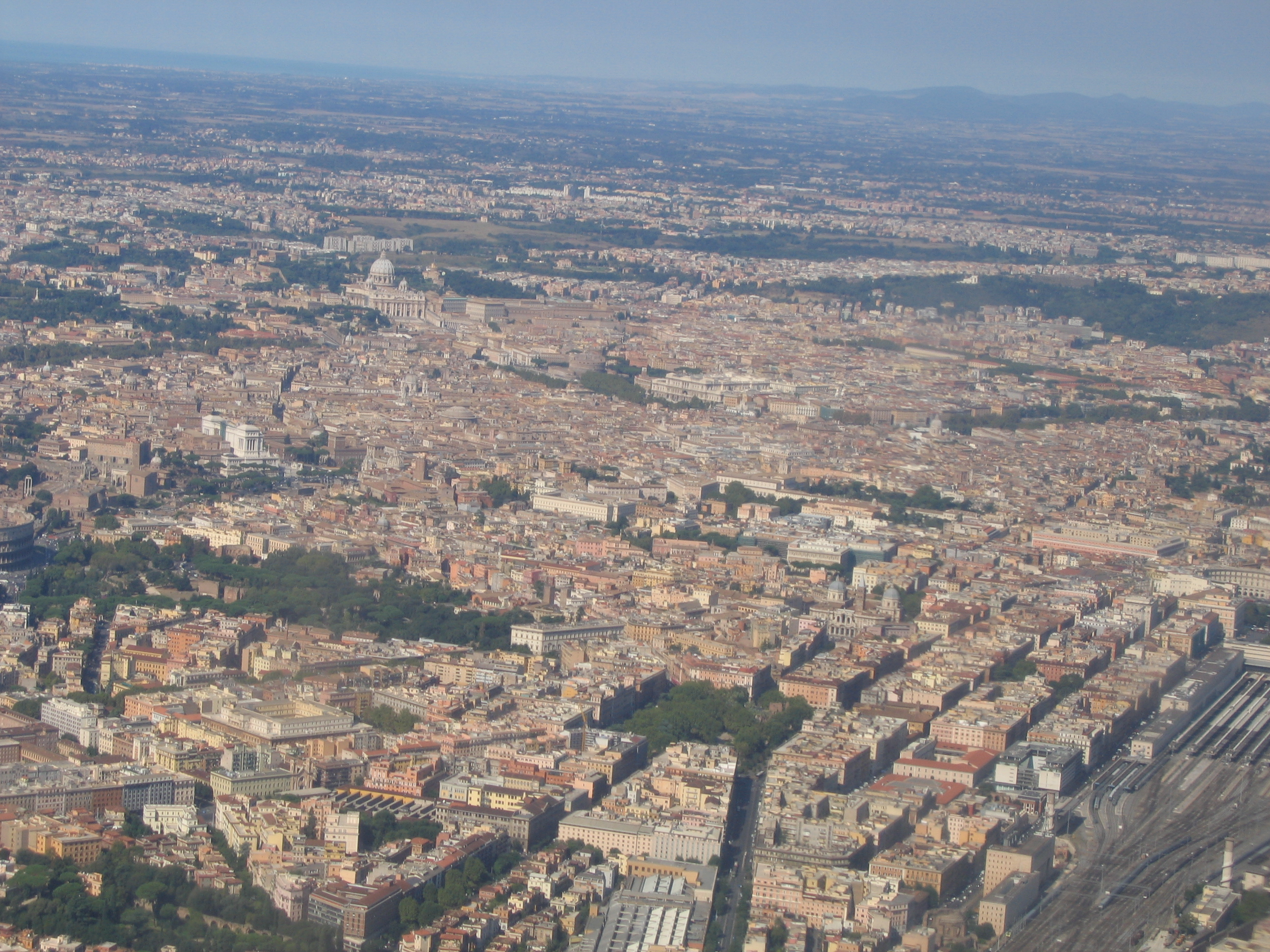
Rom, Blick nach Nordwesten über den Esquilin (im Hintergrund links die Tyrrhenische Küste und rechts die Tolfaberge)

Die italienische Hauptstadt Rom gliedert sich in 15 Munizipien und 155 Zonen. In der Antike war sie in vier, später in 14 regiones eingeteilt.

## Munizipien
Die Munizipien (italienisch municipi ‚Rathäuser‘) sind Stadtbezirke, die zur besseren Verwaltung der Stadt 1972 eingeführt wurden. 1977 wurden die Munizipien in 155 Zonen (zone urbanistiche) eingeteilt, die nach städtebaulichen Erwägungen abgegrenzt wurden und meist nicht mit den historischen Stadtbezirken deckungsgleich sind.
Ursprünglich waren es 20 Munizipien. Das ursprüngliche Municipio XIV wurde 1992 ausgemeindet und existiert heute als selbständige Stadt Fiumicino. Deshalb fehlte bis 2013 die Nummer XIV in der Reihe der Munizipien. 2013 wurden die Munizipien wie unten aufgeführt neu eingeteilt.
Die Munizipien haben jeweils einen direkt gewählten Präsidenten und ein Parlament. Ein großer Teil der Verwaltungsaufgaben Roms wird heute über die Munizipien erledigt.

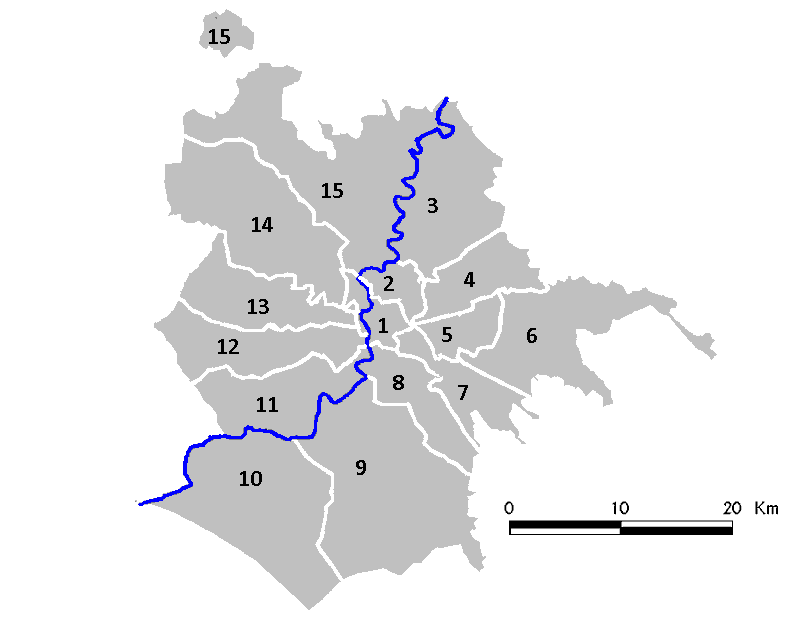
Munizipien

Die 15 Munizipien setzten sich folgendermaßen zusammen:
- Municipio I – Centro Storico (Rom) – Prati
- Municipio II – Parioli / Nomentano – San Lorenzo
- Municipio III – Monte Sacro
- Municipio IV – Tiburtina
- Municipio V – Prenestino / Centocelle
- Municipio VI – Roma delle Torri
- Municipio VII – San Giovanni / Cinecittà
- Municipio VIII – Appia Antica
- Municipio IX – EUR
- Municipio X – Ostia
- Municipio XI – Arvalia Portuense
- Municipio XII – Monte Verde
- Municipio XIII – Aurelio
- Municipio XIV – Monte Mario
- Municipio XV – Cassia Flaminia

## Historische Stadtteile
Eine erste Stadtgliederung soll im 6. Jahrhundert v. Chr. unter König Servius Tullius stattgefunden haben. Rom war danach in vier regiones aufgeteilt, die den stadtrömischen Tribus entsprachen.
1. Suburana (Caelius, Subura)
2. Esquilina (Esquilin)
3. Collina (Quirinal und Viminal)
4. Palatina (Palatin und Velia)

Der Kapitolshügel und der Aventin waren zu dieser Zeit noch nicht einbezogen.
Unter Augustus wurde zwischen 12 und 7 v. Chr. die Stadt, die sich inzwischen weit über die vier ursprünglichen Regionen ausgebreitet hatte, in 14 regiones unterteilt. Sie waren ursprünglich nur durchnummeriert; Namen sind erst ab dem 2. Jahrhundert belegt. Die Einteilung behielt bis zum Ende der Kaiserzeit Gültigkeit.
- Regio I: Porta Capena
- Regio II: Caelimontium (Caelius)

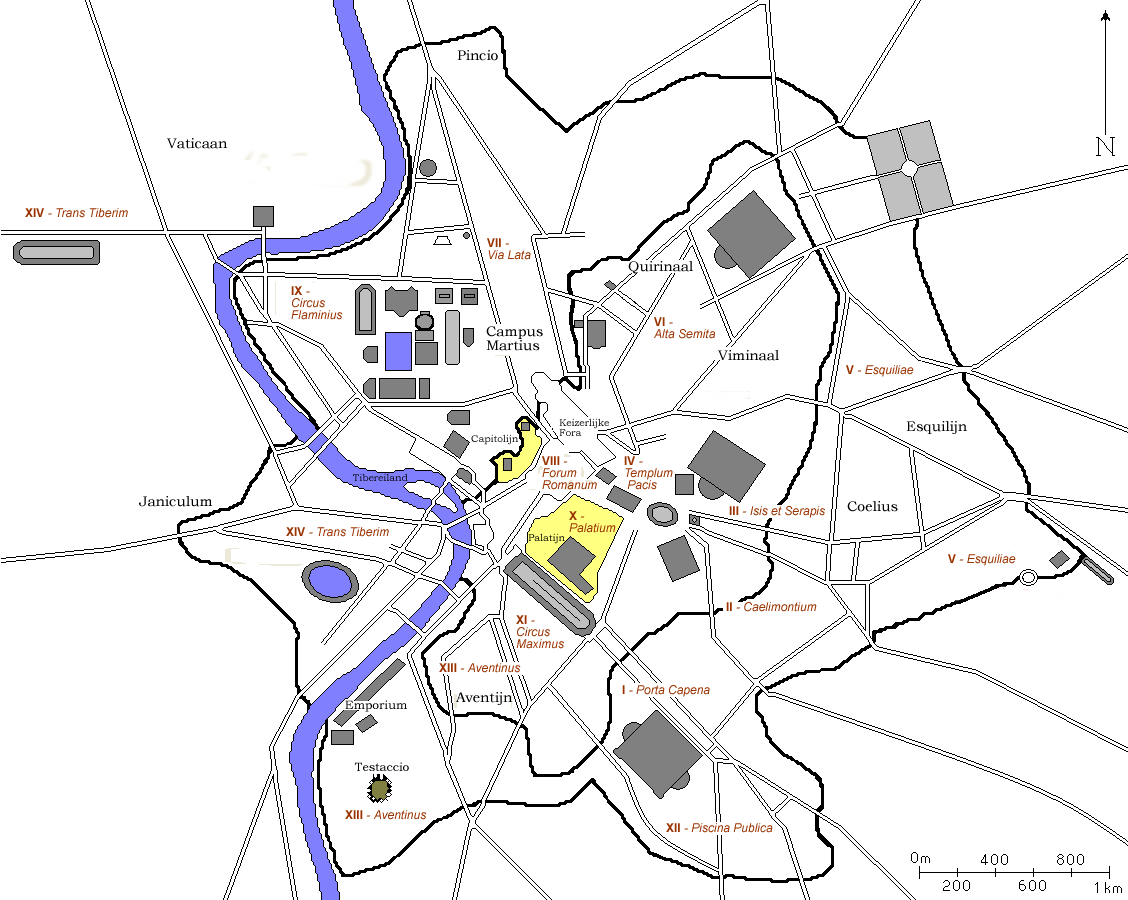
Rom zur Zeit von Augustus

- Regio III: Isis et Serapis (Oppius, Tal zwischen Caelius und Esquilin, Kolosseum)
- Regio IV: Templum Pacis (unter anderen Subura, Carinae)
- Regio V: Esquiliae (Esquilin)
- Regio VI: Alta Semita (Quirinal und Viminal)
- Regio VII: Via Lata (östlicher Teil des Marsfeldes, westlicher Teil des Pincio)
- Regio VIII: Forum Romanum
- Regio IX: Circus Flaminius (westlicher Teil des Marsfeldes)
- Regio X: Palatium (Palatin)
- Regio XI: Circus Maximus
- Regio XII: Piscina Publica (östlicher Teil des Aventin)
- Regio XIII: Aventinus
- Regio XIV: Transtiberim

Im Mittelalter blieb diese Einteilung bestehen, auch wenn sich langsam die modernen Namen herausbildeten und die Grenzen nicht mehr genau festgelegt waren.

## Rioni
Der Begriff Rione leitet sich von den lateinischen Regiones her. Ab dem 14. Jahrhundert wurde Rom zunächst in 12 Rioni eingeteilt. Durch das Bevölkerungswachstum bedingt erhöhte sich die Zahl durch Teilung bestehender Rioni bis 1921 auf 21. Noch im selben Jahr wurde mit dem 22. Rione Prati der erste Stadtteil außerhalb der Aurelianischen Stadtmauer eingerichtet.
Diese Rioni haben heute verwaltungstechnisch keine Bedeutung mehr. Im Alltag der Römer spielen die historisch gewachsenen Stadtteile jedoch immer noch eine größere Rolle als die neuen Verwaltungseinheiten.

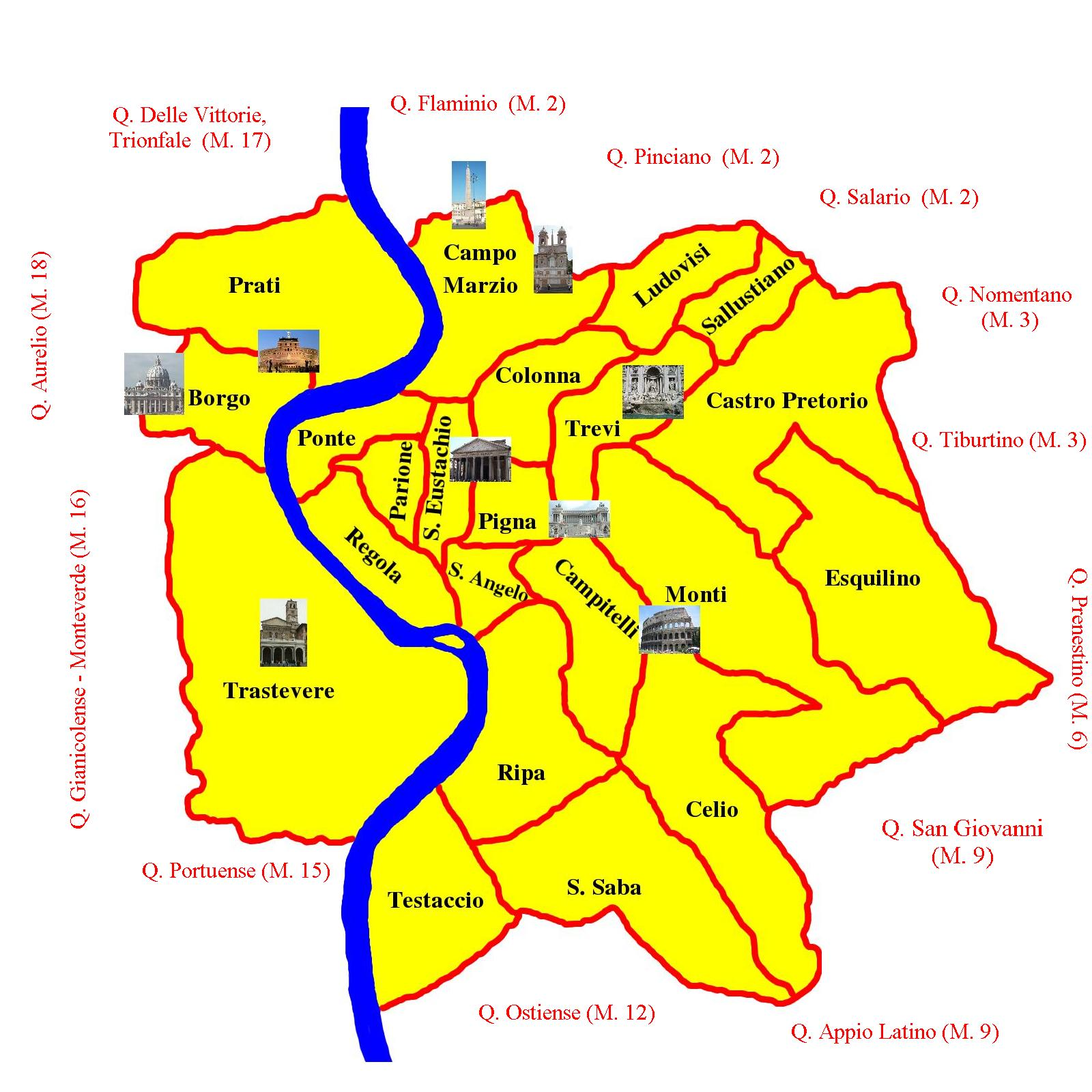
Rioni

| I     | – Monti – er umschließt die Hügel Esquilin und Viminal und reicht von der Piazza Venezia bis zum Lateran |
| II    | – Trevi – er umfasst den Quirinal und das darunter liegende Viertel rund um den Trevi-Brunnen            |
| III   | – Colonna – beidseitig der Via del Corso                                                                 |
| IV    | – Campo Marzio – der nördliche Teil der Altstadt von der Spanischen Treppe bis zur Piazza del Popolo     |
| V     | – Ponte – das Tiberknie gegenüber der Engelsburg                                                         |
| VI    | – Parione – das Viertel um Piazza Navona und Campo de’ Fiori                                             |
| VII   | – Regola – das Tiberufer zwischen Ponte Garibaldi und Ponte Mazzini                                      |
| VIII  | – Sant’Eustachio – das Viertel um Sant’Andrea della Valle                                                |
| IX    | – Pigna – zwischen Piazza Venezia und Pantheon                                                           |
| X     | – Campitelli – umschließt die Hügel Kapitol und Palatin                                                  |
| XI    | – Sant’Angelo – in etwa das ehemalige Ghetto                                                             |
| XII   | – Ripa – der Hügel Aventin und das Tiberufer bis zur Tiberinsel                                          |
| XIII  | – Trastevere – auf dem Westufer des Tiber                                                                |
| XIV   | – Borgo – zwischen Vatikan und Engelsburg (Teil des Municipio XV)                                        |
| XV    | – Esquilino – der Ostteil des Esquilin mit dem Bahnhof Roma Termini                                      |
| XVI   | – Ludovisi – beidseitig der Via Veneto                                                                   |
| XVII  | – Sallustiano – nördlich der Via XX. Settembre                                                           |
| XVIII | – Castro Pretorio – umschließt die Diokletiansthermen                                                    |
| XIX   | – Celio – der Hügel Caelius                                                                              |
| XX    | – Testaccio – um den Monte Testaccio                                                                     |
| XXI   | – San Saba – der Kleine Aventin mit den Caracalla-Thermen                                                |
| XXII  | – Prati – das Belle-Époque-Viertel nordöstlich des Vatikans (Teil des Municipio XV)                      |

## Quartieri
Ab 1926 nannte man die neu errichteten Stadtviertel außerhalb der Stadtmauer Quartieri (Singular: Quartiere; deutsch: „Viertel, Quartier, Stadtviertel“). Sie wurden ebenfalls mit römischen Ziffern nummeriert, denen zur Unterscheidung ein Q vorangestellt wurde. Der Stadtteil Ostia an der Küste wurde in die drei Quartieri Q.XXXIII bis Q.XXXV aufgeteilt.
| Q.I    | Flaminio         | Q.II    | Parioli             | Q.III    | Pinciano              | Q.IV    | Salario               | Q.V    | Nomentano             |
| Q.VI   | Tiburtino        | Q.VII   | Prenestino-Labicano | Q.VIII   | Tuscolano             | Q.IX    | Appio-Latino          | Q.X    | Ostiense              |
| Q.XI   | Portuense        | Q.XII   | Gianicolense        | Q.XIII   | Aurelio               | Q.XIV   | Trionfale             | Q.XV   | Della Vittoria        |
| Q.XVI  | Monte Sacro      | Q.XVII  | Trieste             | Q.XVIII  | Tor di Quinto         | Q.XIX   | Prenestino-Centocelle | Q.XX   | Ardeatino             |
| Q.XXI  | Pietralata       | Q.XXII  | Collatino           | Q.XXIII  | Alessandrino          | Q.XXIV  | Don Bosco             | Q.XXV  | Appio Claudio         |
| Q.XXVI | Appio Pignatelli | Q.XXVII | Primavalle          | Q.XXVIII | Monte Sacro Alto      | Q.XXIX  | Ponte Mammolo         | Q.XXX  | San Basilio           |
| Q.XXXI | Giuliano-Dalmata | Q.XXXII | EUR                 | Q.XXXIII | Lido di Ostia Ponente | Q.XXXIV | Lido di Ostia Levante | Q.XXXV | Lido di Castel Fusano |

## Suburbi
Ab 1930 wurden am Stadtrand elf Suburbi (Vorstädte) eingerichtet. Da 1961 die Suburbi S.II bis S.VI. in Quartieri umgewandelt wurden, blieben nur sechs übrig.
| S.I  | Tor di Quinto | S.VII | Portuense | S.VIII | Gianicolense   |
| S.IX | Aurelio       | S.X   | Trionfale | S.XI   | Della Vittoria |

## Ager Romanus
Am 6. Juli 1817 wurden per Dekret von Papst Pius VII. die Stadtgrenzen von Rom, die bis dahin unbestimmt waren, festgelegt und das Gebiet als Ager Romanus bezeichnet.
Nach der Ausgliederung der Städte Pomezia und Ardea wurde das Gebiet, das außerhalb des geschlossenen Stadtgebiets lag, in 59 Zonen eingeteilt, von denen sieben 1992 an die neu gegründete Stadt Fiumicino fielen. Die Zone Z.XLIII Maccarese Nord wurde dabei zwischen Rom und Fiumicino geteilt.
Viele der Zonen gehen in ihrer Bezeichnung auf alte Dörfer oder Gutshöfe im Ager Romanus zurück.
Die verbliebenen 53 Zonen sind:
| Z.I      | Val Melaina        | Z.II     | Castel Giubileo  | Z.III   | Marcigliana            | Z.IV     | Casal Boccone         |
| Z.V      | Tor San Giovanni   | Z.VI     | Settecamini      | Z.VII   | Tor Cervara            | Z.VIII   | Tor Sapienza          |
| Z.IX     | Acqua Vergine      | Z.X      | Lunghezza        | Z.XI    | San Vittorino          | Z.XII    | Torre Spaccata        |
| Z.XIII   | Torre Angela       | Z.XIV    | Borghesiana      | Z.XV    | Torre Maura            | Z.XVI    | Torrenova             |
| Z.XVII   | Torre Gaia         | Z.XVIII  | Capannelle       | Z.XIX   | Casal Morena           | Z.XX     | Aeroporto di Ciampino |
| Z.XXI    | Torricola          | Z.XXII   | Cecchignola      | Z.XXIII | Castel di Leva         | Z.XXIV   | Fonte Ostiense        |
| Z.XXV    | Vallerano          | Z.XXVI   | Castel di Decima | Z.XXVII | Torrino                | Z.XXVIII | Tor de'Cenci          |
| Z.XXIX   | Castel Porziano    | Z.XXX    | Castel Fusano    | Z.XXXI  | Mezzocammino           | Z.XXXII  | Acilia Nord           |
| Z.XXXIII | Acilia Sud         | Z.XXXIV  | Casal Palocco    | Z.XXXV  | Ostia Antica           | Z.XXXIX  | Tor di Valle          |
| Z.XL     | Magliana Vecchia   | Z.XLI    | Ponte Galeria    | Z.XLIII | Maccarese Nord         | Z.XLIV   | La Pisana             |
| Z.XLV    | Castel di Guido    | Z.XLVIII | Casalotti        | Z.XLIX  | Santa Maria di Galeria | Z.L      | Ottavia               |
| Z.LI     | La Storta          | Z.LII    | Cesano           | Z.LIII  | Tomba di Nerone        | Z.LIV    | La Giustiniana        |
| Z.LV     | Isola Farnese      | Z.LVI    | Grottarossa      | Z.LVII  | Labaro                 | Z.LVIII  | Prima Porta           |
| Z.LIX    | Polline Martignano | -        | -                | -       | -                      | -        | -                     |